# Il quarto stato
Il quarto stato è un dipinto a olio su tela del pittore italiano Giuseppe Pellizza da Volpedo, realizzato nel 1901. Dal 7 luglio 2022 è conservato alla  Galleria d'Arte Moderna di Milano.
Prima della collocazione attuale, vi sono state varie peregrinazioni del quadro in altri luoghi, tra cui la sala della Giunta del Palazzo Marino e il Museo del Novecento di Milano.

## Storia

### 1891-1895:Ambasciatori della fame
Pellizza incominciò a lavorare a un bozzetto degli Ambasciatori della fame nel 1891, dopo aver assistito a una manifestazione di protesta di un gruppo di operai. L'artista rimase molto impressionato dalla scena, tanto che annotò nel suo diario:

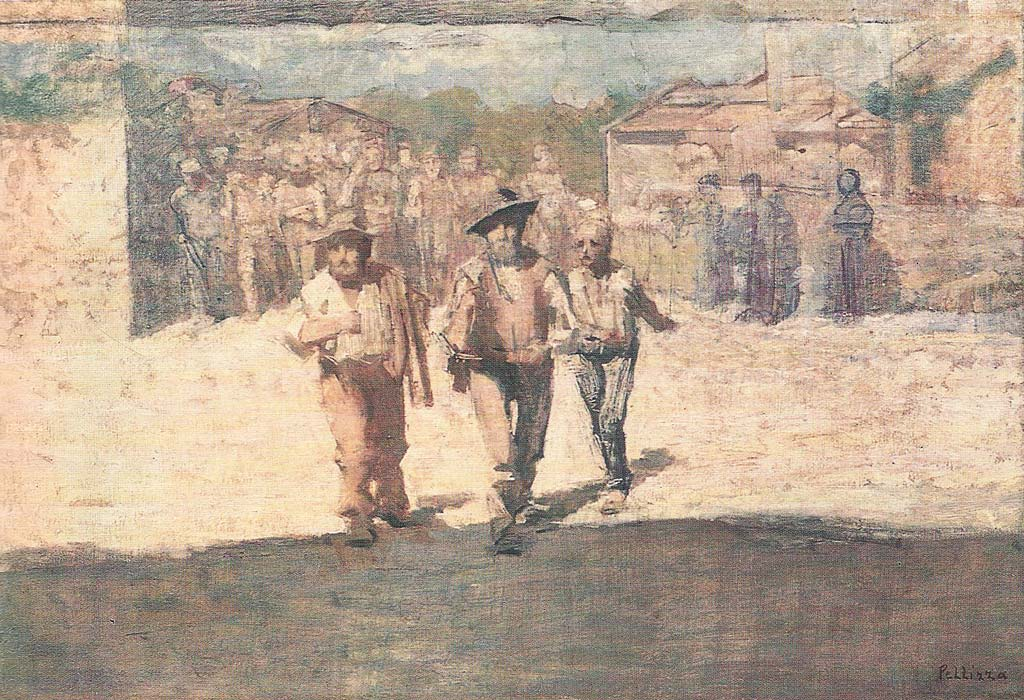
Ambasciatori della fame costituisce la prima tappa del percorso che condurrà poi alla redazione finale del Quarto stato

L'abbozzo venne completato nell'aprile del 1894. Il soggetto è una rivolta operaia nella piazza Malaspina a Volpedo, in provincia di Alessandria, con tre soggetti posti davanti alla folla in protesta: la scena è vista dall'alto, e le figure sono distribuite su linee ortogonali. Nonostante la composizione ancora «embrionale» dell'opera, com'ebbe ad affermare lo stesso artista più tardi, Ambasciatori della fame si imposta già come caposaldo per le successive redazioni dell'opera, che pure presenteranno come peculiarità il terzetto posto dinanzi alla massa di gente sullo sfondo e lo stacco d'ombra in primo piano.
Numerose altre sono le opere intermedie tra il primo bozzetto degli Ambasciatori della fame e la Fiumana. Sempre del 1891 è Piazza Malaspina a Volpedo, raffigurazione della topografia di Volpedo eseguita «dal vero», propedeutica per lo sfondo delle versioni successive; e, in effetti, di versioni degli Ambasciatori della fame ve ne furono altre due, una datata 1892 e l'altra del 1895. Lo schizzo del 1892 è molto simile a quelli precedenti: viene tuttavia aggiunto un gruppo di donne, figure antitetiche rispetto ai lavoratori uomini, che in questo modo vengono sia motivati sia sedati dalla presenza femminile. Ultima tappa del percorso verso la Fiumana è la versione degli Ambasciatori del 1895, realizzata dopo tre anni di quiescenza su carta marroncino, sotto forma di disegno carboncino e gesso. Scrisse Pellizza:
Nel succitato passo l'artista sottolinea la sua volontà di eseguire un quadro generalizzante: a esser rappresentati non sono solo i contadini di Volpedo, bensì un'intera parte della società che ha «sofferto assai» e che intende rivendicare i propri diritti mediante una lotta «serena, calma e ragionata».

### 1895-1898:Fiumana
Pellizza, prima di dipingere la grande tela del Quarto stato, decise nell'agosto 1895 di realizzarne uno studio in olio preliminare: questa redazione rappresenta di fatto un punto di rottura con gli antecedenti Ambasciatori della fame. Rispetto ai bozzetti precedenti, la massa di gente qui è vastissima, tale da formare - come suggerisce il titolo - una vera e propria fiumana umana; cambia anche la gamma luminosa, stavolta giocata con l'utilizzo di «contrasti dal giallo al rosso, con dominanti sulfuree nelle figure e su toni dal blu al verde nello sfondo, dove il cielo è di forte intensità blu azzurrata e verdi delle piante si riflettono nel terreno». Contestualmente, l'ombra in primo piano viene abolita e viene prediletto un punto di vista meno alto, in modo da dare maggiore enfasi alla folla, stavolta portata più in avanti. Viene inoltre aggiunta una nuova figura femminile con un bimbo in braccio; quest'ultima, posta in posizione subordinata rispetto al resto dei riottosi, viene intesa passivamente come allegoria dell'umanità.
Grazie anche «alla realizzazione di vari disegni e cartoni preparatori e di «fotografie eseguite appositamente coi i suoi modelli in posa», Pellizza poté stendere la versione definitiva della propria Fiumana nel luglio 1895. Le varianti qui apportate sono molteplici: il paesaggio subisce alcuni cambiamenti, mentre la linea di figure retrostanti, oltre a divenire più slanciata, viene sensibilmente arretrata, permettendo l'inserimento di altri uomini. Lo scopo di Pellizza era quello di restituire vitalità a un popolo che non era più «una natura morta, ma una massa vivente e palpitante, piena di speranze umili o di minacce oscure». Altra peculiarità della Fiumana è il suo valore universale, cristallizzato in un poema scritto sul margine della tela da Pellizza stesso:

### 1898-1901:Il quarto stato

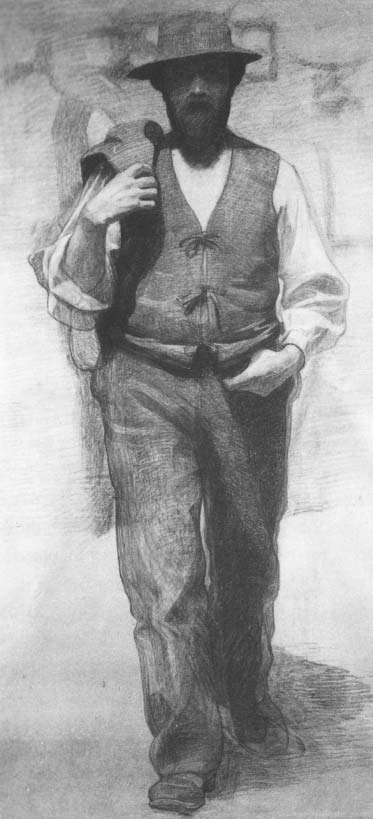
Studio di figura maschile, 1898, carboncino su carta

Insoddisfatto del risultato tecnico-artistico della Fiumana, ma soprattutto alla luce del brutale massacro di Bava-Beccaris a Milano, Pellizza decise nel 1898 di riprendere per la terza volta il lavoro sul «più grande manifesto che il proletariato italiano possa vantare fra l'Otto e il Novecento». Suoi obiettivi erano quelli di rendere la fiumana più tumultuosa e irruente, facendola «avanzare a cuneo verso l'osservatore», e di perfezionare i valori cromatici: è su queste basi che nel 1898 egli stese Il cammino dei lavoratori. In questo bozzetto propedeutico viene dato maggior rilievo alla gestualità dei lavoratori, arricchendoli quindi di notazioni realistiche; le prime file sono inoltre delineate con maggiore plasticità, «pur infossare come fiumana la parte finale della schiera, sotto un cielo articolato in spazi sereni e in turbinose nuvole». Questo dinamismo si traduce anche nella modulazione delle immagini, riassunte in una gamma di cromie calde, tendenti all'ocra-rosato, disposte con pennellate fatte di lineette e puntini. La tecnica pittorica è spiegata dallo stesso artista in una lettera del 18 maggio 1898 indirizzata all'amico Mucchi:
Con Il cammino dei lavoratori, inoltre, cambia lo scopo sociale della pittura di Pellizza, passato alla temperie socio-proletaria. A esser raffigurata non è più una «fiumana umana», bensì «uomini del lavoro» che fanno della lotta per il diritto universale una lotta di classe: il loro incedere verso l'osservatore non è violento, bensì lento, fermo, con una pacatezza tale da richiamare alla mente un'ineluttabile sensazione di invincibilità.
La stesura del Cammino dei lavoratori richiese tre anni. Pellizza poté posare il pennello solo nel 1901 quando, a opera completa, decise di darle un nuovo titolo: Il quarto stato, in riferimento al Quarto Stato.

### Accoglienza e storia museale
Il quarto stato fu mostrato al pubblico per la prima volta alla Quadriennale di Torino nel 1902, insieme con un'altra importante tela pellizziana, Il tramonto. L'opera non ebbe alcun riconoscimento (la giuria, nella quale figurava l'amico scultore Leonardo Bistolfi, decretò vincitore il bozzetto di Davide Calandra per il Monumento al Principe Amedeo); altra cocente delusione fu il mancato acquisto della tela da parte di un museo, di Casa Savoia o di un qualche ente pubblico, così da poter porre rimedio alla situazione economica ormai fattasi disastrosa. Ciò malgrado, l'ideazione del Quarto stato è stata assolutamente esemplare: ne era consapevole Giovanni Cena, che all'indomani della Quadriennale scrisse che «è una cosa che resterà e che non ha paura del tempo, perché il tempo le gioverà».

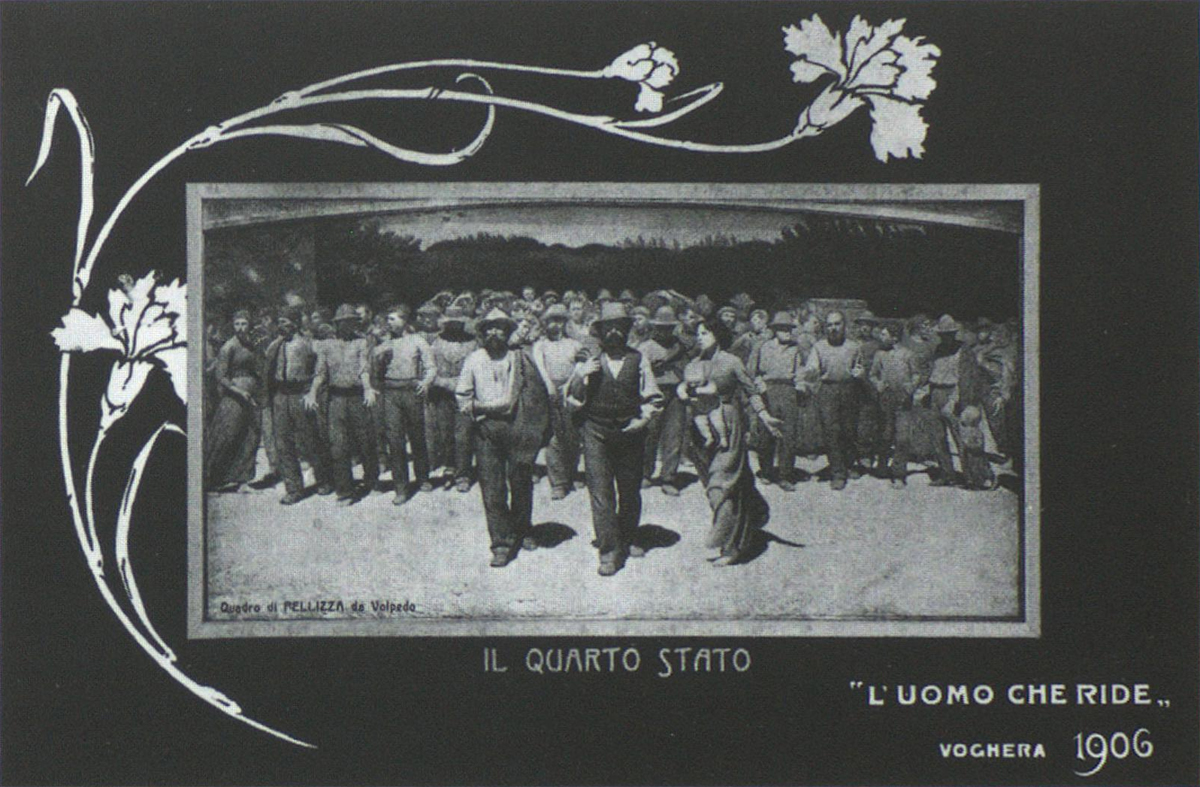
Cartolina con Il quarto stato incorniciato da un garofano in stile Liberty stampata dalla rivista L'uomo che ride per farne omaggio agli abbonati

Il successo del Quarto stato presso il pubblico incominciò non tra le mura delle sale espositive - come si augurava il Pellizza - bensì mediante la stampa socialista e le innumerevoli riproduzioni.
Nonostante le censure della critica, già nel 1903 il quadro venne ristampato nella rivista milanese Leggetemi! Almanacco per la pace, facendo da cornice artistica a un articolo di Edmondo De Amicis; analogamente, il 1º maggio 1903 venne riprodotto nel giornale Unione, mentre il 1º maggio dell'anno successivo fu il turno del periodico L'Avanguardia socialista. E ancora, nel 1905 assurse a simbolo della classe dei lavoratori comparendo sull'Avanti! della domenica, rivista settimanale del quotidiano del Partito Socialista Italiano; nel 1906, invece, divenne cartoncino-strenna del giornale vogherese L'uomo che ride, diretto da un altro amico del Pellizza, Ernesto Majocchi, con il consenso «gratissimo» dell'artista.
Frattanto, Pellizza - forte dell'alto medium di diffusione raggiunto dall'opera - tentò varie volte di esibire Il quarto stato presso altre mostre, ma invano: i comitati espositivi, temendo la pericolosità del soggetto, rifiutarono sempre di esporlo. Pellizza riuscì a vedere la propria opera d'arte esposta in una mostra solo una volta, nel 1907, a Roma presso la Società promotrice di Belle Arti: l'artista si suicidò, non ancora quarantenne, il 14 giugno dello stesso anno.
Dopo un periodo di stasi (dovuto all'improvviso decesso del Pellizza, e alle feroci critiche cui fu sottoposta la sua opera omnia negli anni successivi), Il quarto stato fu esposto nel 1920, in pieno biennio rosso, in una retrospettiva monografica dedicata all'artista presso la Galleria Pesaro di Milano. Si trattò di una mostra decisiva per il futuro fisico dell'opera: all'antologica, infatti, partecipò anche il critico d'arte e soprintendente del Castello Sforzesco Guido Marangoni che, rimasto impressionato dall'imponenza del quadro pellizziano, decise di promuovere una sottoscrizione pubblica per acquistare la tela dagli eredi, insieme con il consigliere comunale Fausto Costa.
Dopo l'acquisto (al prezzo di cinquantamila lire), il dipinto nel 1921 entrò a far parte del patrimonio della Galleria d'Arte Moderna trovando collocazione nel Castello Sforzesco, nella sala della Balla. L'opera rimase visibile in quel luogo fino agli anni trenta quando, durante la riorganizzazione fascista degli allestimenti del museo, venne confinata in un deposito, donde riemergerà solo nella metà degli anni cinquanta, quando venne collocata nella sala della Giunta di Palazzo Marino, appena ricostruito dopo i bombardamenti bellici del 1943.

Schermata iniziale del film Novecento di Bernardo Bertolucci

Fu durante la permanenza al Palazzo Marino, luogo dall'alta valenza simbolica (come sottolineò l'allora sindaco di Milano Antonio Greppi nel suo discorso), che il culto del Quarto stato venne ravvivato; ciò avvenne soprattutto grazie al magistero critico di Corrado Maltese, che consacrò il dipinto quale «monumento più alto che il movimento operaio abbia mai potuto vantare in Italia». Grazie al giudizio di Maltese, il dipinto fu oggetto di una grande riscoperta da parte della critica contemporanea, divenendo protagonista di innumerevoli mostre e lavori di ricerca, di cui si segnalano le monografie di Aurora Scotti (Il quarto stato e Pellizza da Volpedo. Catalogo generale) e di Gabriella Pelissero (Pellizza per il Quarto Stato). Con lo sviluppo dei mezzi di comunicazione, Il quarto stato è stato divulgato anche al di fuori degli ambienti artistici e letterari, approdando nel cinema: in tal senso, fondamentale fu Novecento, film del 1976 diretto da Bernardo Bertolucci ove il quadro pellizziano fa da sfondo ai titoli di testa.
Il quarto stato rimase a Palazzo Marino fino al 1980, quando fu trasferito nella Galleria d’arte moderna di Milano, in una sala interamente dedicata al divisionismo; dal dicembre 2010 venne spostato nel Museo del Novecento, di cui costituiva la prima opera esposta, a testimonianza del riconoscimento del suo valore artistico. Dal luglio 2022 è ritornato nella Galleria d'arte moderna di Milano, (GAM), cui era stato originariamente assegnato nel 1921.

## Descrizione

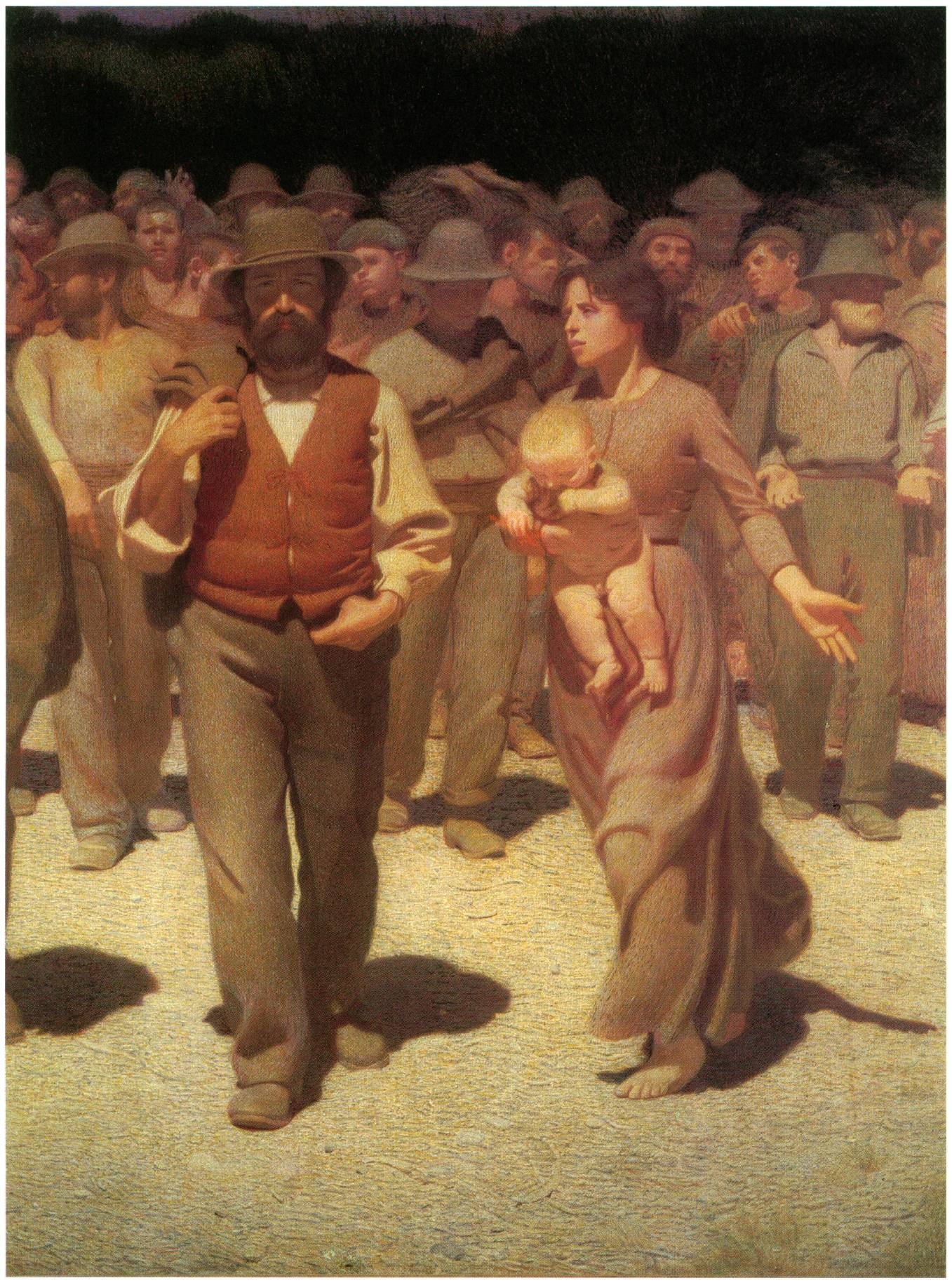
Dettaglio del Quarto stato

Il quarto stato raffigura un gruppo di braccianti che marcia in segno di protesta in una piazza, presumibilmente quella Malaspina di Volpedo. L'avanzare del corteo non è violento, bensì lento e sicuro, a suggerire un'inevitabile sensazione di vittoria: era proprio nelle intenzioni del Pellizza dare vita a «una massa di popolo, di lavoratori della terra, i quali intelligenti, forti, robusti, uniti, s'avanzano come fiumana travolgente ogni ostacolo che si frappone per raggiungere luogo dove ella trova equilibrio». Assai pregnante è anche il significato del dipinto, che si discosta da quello dei precedenti Ambasciatori della fame e Fiumana: mentre prima Pellizza voleva solo disegnare una manifestazione di strada, come già avvenuto con altre opere coeve (tra cui La piazza Caricamento a Genova di Nomellini e L'oratore di sciopero di Longoni), ora intende celebrare l'imporsi della classe operaia, il «quarto stato» per l'appunto, a fianco del ceto borghese.
In primo piano, davanti alla folla in protesta, sono definiti tre soggetti, due uomini e una donna con un bambino in braccio. La donna, che Pellizza plasmò sulle fattezze della moglie Teresa, è a piedi nudi, e invita con un eloquente gesto i manifestanti a seguirla: la sensazione di movimento trova espressione nelle numerose pieghe della sua veste. Alla sua destra procede quello che probabilmente è il protagonista della scena, un «uomo sui 35, fiero, intelligente, lavoratore» (come affermò lo stesso Pellizza) che, con una mano nella cintola dei pantaloni e l'altra che regge la giacca appoggiata sulla spalla, procede con disinvoltura, forte della compattezza del corteo. Alla sua destra vi è un altro uomo che avanza muto, pensoso, con la giacca fatta cadere sulla spalla sinistra.
La quinta costituita dal resto dei manifestanti si dispone sul piano frontale: quest'ultimi rivolgono lo sguardo in più direzioni, suggerendo di avere il pieno controllo della situazione. Tutti i contadini compiono gesti molto naturali: di questi, taluni reggono bambini in braccio, altri appoggiano la mano sugli occhi per ripararli dal sole, e altri ancora, semplicemente, guardano diritti davanti a loro.
Le figure dei contadini sono disposte orizzontalmente, secondo i dettami della composizione tattica: questa soluzione compositiva, se da un lato ricorda il classicismo del fregio, dall'altra evoca brutalmente una situazione molto realistica, quale può essere - per esempio - una manifestazione di strada. È in questo modo che Pellizza fonde armoniosamente i «valori riferiti all'antica civiltà classica alla moderna consapevolezza dei propri diritti civili»; questo connubio si manifesta anche nelle reminiscenze rinascimentali dell'opera, che si ispira nell'espressività delle figure direttamente a capolavori quali la Scuola di Atene di Raffaello e l'Ultima Cena di Leonardo da Vinci.

### Modelli

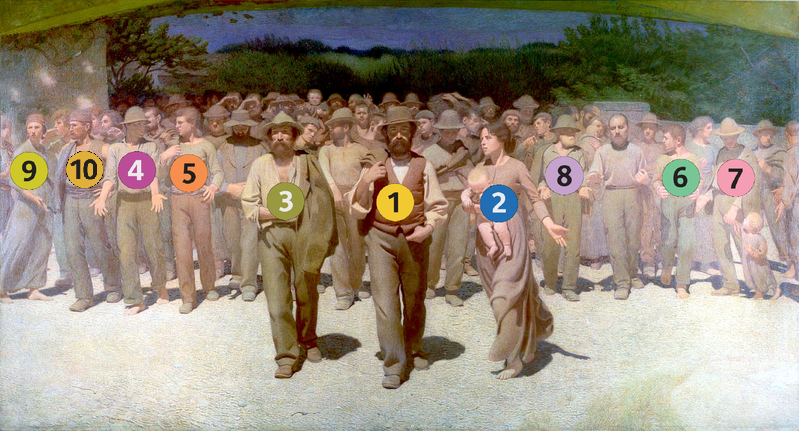
I modelli che hanno posato per la realizzazione del Quarto stato: la numerazione fa fede al testo del paragrafo § Modelli

Sulla tela si affacciano i volti di numerosi amici di Pellizza, spesso anche loro nativi di Volpedo. Con riferimento all'immagine qui proposta, di seguito vengono riportati i modelli che hanno posato per l'artista nell'esecuzione del Quarto stato:
 Giovanni Zarri, detto Gioanon, nacque il 3 dicembre 1854 a Volpedo da Luigi e Angiola Regiza; sin da giovanissimo incominciò la sua attività di falegname. Sposatosi con Luigina Belloni, con la quale ebbe otto figli, si trasferì in via Ferzina 13 - sempre a Volpedo - ove visse fino alla sua morte, datata 30 ottobre 1910. Altro modello per questa figura fu Giovanni Gatti, il farmacista di Volpedo con cui Pellizza si dilettava a discorrere sul socialismo.
 Teresa Bidone, di Antonio e Tranquilla Mandirola, nacque a Volpedo nel 1875. Nel 1892 sposò Pellizza, con cui generò tre figli: Maria, Nerina e Pietro. Morì nel 1907, immediatamente dopo aver dato alla luce il terzogenito.
 Giacomo Bidone, al secolo Giacomo Maria Clemente Silvestro, nacque a Volpedo il 16 ottobre 1884; qui rimase, esercitando la professione di falegname, fino al 1891, quando - rimasto vedovo della moglie Margherita Lucotti - si trasferì a Viguzzolo, per poi emigrare in America, seguendo le orme dello zio.
 Luigi Dolcini nacque a Volpedo il 23 febbraio 1881 da Siro Emanuele Zaccaria e Giuseppina Giani.
  Giuseppe Tedesi nacque il 18 luglio 1883 a Volpedo. Primogenito di una storica famiglia di «stovigliari», abitò nel borgo di Brignano-Frascata insieme con la moglie Rosalia Giani; morì nel 1968.
 Lorenzo Roveretti, figlio di Giovanni e Bidone Teresa di Filippo, nacque a Volpedo il 17 gennaio 1874.
 Costantino Gatti nacque a Volpedo il 1º ottobre 1849 da Carlo e Rosa Torlasco. Noto cestaio locale, nel 1878 si prese in moglie Giuditta Bernini, con la quale visse fino alla morte, il 9 dicembre 1925.
 Maria Albina Bidone, sorella minore della moglie di Pellizza, nacque a Volpedo nel 1879. Morì di tisi nel 1907; il marito Giovanni Ferrari (), sopraffatto dal dolore, morì suicida nel 1932.

## Nella cultura di massa
- Il fumetto mensile Dylan Dog, pubblicato da Sergio Bonelli Editore, dal numero 42 al numero 336 presenta nel frontespizio un'illustrazione ispirata a Il quarto stato, in cui i personaggi del quadro sono sostituiti dai protagonisti del fumetto e da mostri.